# Birds (chanson d'Anouk)
Pour les articles homonymes, voir Birds.
Singles représentant les Pays-Bas au Concours Eurovision de la chanson
You and Me
(2012) Calm After the Storm
(2014)
Birds (en français, « Oiseaux ») est une chanson de la chanteuse néerlandaise Anouk.

## Description
Birds est le premier single du huitième album studio de la chanteuse Sad Singalong Songs paru en 2013. Le titre est écrit par Tore Johansson, Martin Gjerstad et Anouk Teeuwe et est surtout connu pour être la chanson qui représente les Pays-Bas au Concours Eurovision de la chanson 2013 qui a lieu à Malmö en Suède. La chanson est en compétition lors de la première demi-finale le 14 mai 2013 pour obtenir une place en finale qui a lieu le 18 mai. La chanson se qualifie pour la finale du concours où elle se positionne à la 9e place. Il s'agit de la première qualification des Pays-Bas depuis neuf ans et de sa meilleure performance depuis 1999.

## Genèse
Le 17 octobre 2012, le diffuseur public néerlandais TROS sélectionne Anouk pour représenter les Pays-Bas lors du Concours Eurovision de la chanson 2013. Anouk choisit Birds pour représenter le pays et la présente durant une conférence de presse le 11 mars 2013.
En novembre 2011, Anouk joue une partie du titre durant une interview pour la station de radio pop/rock néerlandaise 3FM. Les règles du Concours Eurovision de la chanson pour 2013 indiquent qu'une chanson ne peut pas être sortie avant le 1er septembre 2012. Cependant, une nouvelle clause ajoutée pour le concours 2013 autorise les chansons, comme dans le cas de Birds par exemple, à participer si leur diffusion en public avant la date prévue n'a pas d'avantage par rapport aux autres chansons participantes. L'Union européenne de radio-télévision autorise Birds à participer au concours en vertu de cette nouvelle règle.

## Liste des pistes
Téléchargement
1. Birds - 3 min 23

CD single (Universal M27611)
1. Birds - 3 min 23
2. Stardust - 3 min 31

## Classements
| Classement (2013)             | Meilleure position |
| ----------------------------- | ------------------ |
| Allemagne                     | 49                 |
| Autriche                      | 74                 |
| Belgique Vl (Ultratop)        | 12                 |
| Belgique Wa (Ultratip)        | 24                 |
| Pays-Bas (Single Top 100)     | 1                  |
| Pays-Bas (Nederlandse Top 40) | 3                  |